# Semtínek
Semtínek je malá vesnice, část obce Olbramovice v okrese Benešov. Nachází se asi 1,5 km na severovýchod od Olbramovic. V roce 2009 zde bylo evidováno 10 adres. Semtínek leží v katastrálním území Olbramovice u Votic o výměře 9,86 km².

## Historie
První písemná zmínka o vesnici pochází z roku 1383.